# Careproctus aureomarginatus
Careproctus aureomarginatus är en fiskart som beskrevs av Andriashev, 1991. Careproctus aureomarginatus ingår i släktet Careproctus och familjen Liparidae. Inga underarter finns listade.